# 伊胡特里湖
伊胡特里湖是馬達加斯加的鹹水湖，位於該國西南部，距離印度洋約37公里，受半乾旱氣候影響，湖泊面積按季節變化，由小至96平方公里大至112平方公里不等，海拔高度50米，平均深度3.8米，

## 外部連結
- BirdLife （页面存档备份，存于）
- Geophysical Research document （页面存档备份，存于）